# ハイエイトチョコ

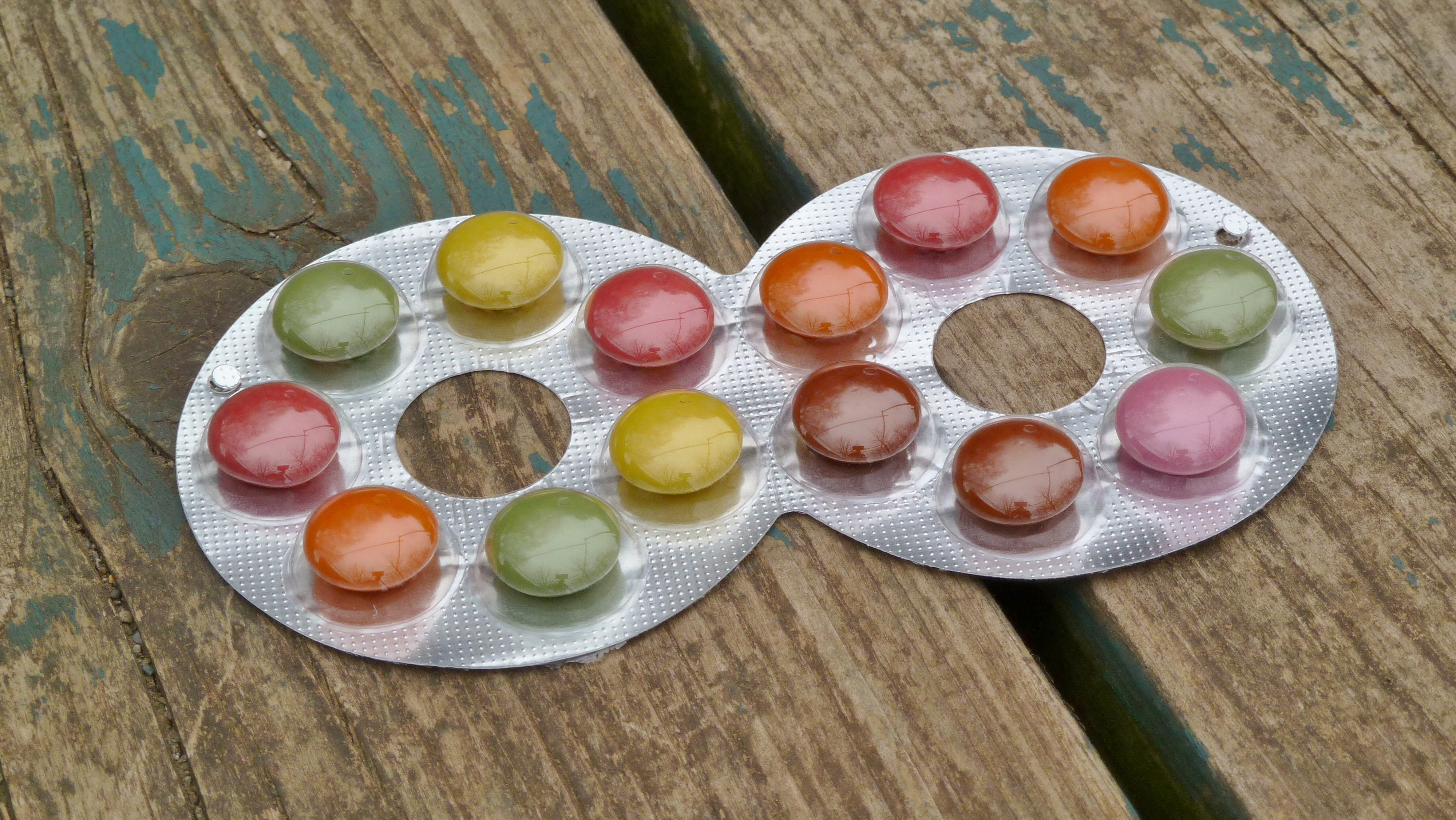
ハイエイトチョコ

ハイエイトチョコは、フルタ製菓が販売しているチョコレート菓子。

## 概要
1967年販売開始。カラフルな糖衣チョコレートが複数個入っており、メガネ型のブリスター容器にチョコレートが入っていることからメガネチョコとも呼ばれている。発売から50年で12億個弱の売り上げを誇るロングセラー商品である。
「ハ（8）イ（1）エイト（8）チョコの日」にちなみ、8月18日はハイエイトチョコの日としており、2017年に日本記念日協会から認定を受けている。